# Yodrak Namuangrak
Yordrak Namuangrak (thailändisch ยอดรัก นาเมืองรักษ์, * 19. September 1989 in Roi Et), auch als Yord (thailändisch ยอด) bekannt, ist ein thailändischer Fußballspieler.

## Karriere
Yodrak Namuangrak spielte von 2008 bis 2012 beim Sriracha FC in Sriracha. 2010 wurde er mit dem Club Meister der zweiten Liga, der Thai Premier League Division 1, und stieg somit in die erste Liga auf. Mitte 2012 wechselte er zum Zweitligisten Suphanburi FC nach Suphanburi. Im gleichen Jahr wurde er mit dem Club Vizemeister und stieg somit wieder in die erste Liga auf. 2014 wechselte er nach Bangkok, wo er sich dem Ligakonkurrenten Singhtarua FC anschloss. Nach einem Jahr verließ er Bangkok und unterschrieb einen Vertrag beim Erstligisten Chainat Hornbill FC in Chainat. 2016 gewann der mit Chainat den FA Cup. Die Saison 2017 spielte er beim Erstligisten Sisaket FC in Sisaket. Am Ende der Saison musste er mit dem Club den Weg in die Zweitklassigkeit antreten. Nach dem Abstieg verließ er den Club in Richtung Angthong. Hier spielte er die Hinserie für den Zweitligisten Angthong FC. Nach der Hinserie unterschrieb er einen Vertrag beim Rayong FC. Der Club aus Rayong spielte in der zweiten Liga, der Thai League 2. 2019 belegte er mit Rayong den dritten Tabellenplatz und stieg somit in die erste Liga auf. Am Ende der Saison 2020/21 musste er mit Rayong als Tabellenletzter wieder in die zweite Liga absteigen. Nach dem Abstieg wechselte er zum thailändischen Meister BG Pathum United FC. Am 1. September 2021 gewann er mit BG den Thailand Champions Cup. Das Spiel gegen den FA-Cup-Gewinner Chiangrai United im 700th Anniversary Stadium in Chiangmai gewann man mit 1:0. In der Hinrunde 2021/22 kam er sechsmal in der ersten Liga zum Einsatz. Zur Rückrunde wechselte er im Dezember 2021 auf Leihbasis zum Zweitligisten Raj-Pracha FC. Für den Hauptstadtverein stand er 16-mal in der zweiten Liga auf dem Spielfeld. Nach der Ausleihe kehrte er zu BG zurück. Im Juni 2022 wechselte er ablösefrei zum Zweitligisten Rayong FC. Die Saison 2023/24 wurde er mit Rayong Tabellendritter und qualifizierte sich somit für die Aufstiegsspiele zur ersten Liga. Hier konnte man sich gegen den Nakhon Si United FC durchsetzen und stieg in die erste Liga auf. Nach drei Spielzeiten, in denen er 88 Ligaspiele bestritt, wurde sein Vertrag im Sommer 2025 nicht verlängert.

## Erfolge
Sriracha FC
- Thailändischer Zweitligameister: 2010  ▲

Suphanburi FC
- Thailändischer Zweitligameister: 2012  ▲

Chainat Hornbill FC
- Thailändischer Pokalsieger: 2016

Rayong FC
- Thai League 2

3. Platz: 2019  ▲
BG Pathum United FC
- Thailändischer Superpokalsieger: 2021